# Vogelschutzgebiet 'Düsterdieker Niederung'
Vogelschutzgebiet 'Düsterdieker Niederung' este o arie protejată (arie de protecție specială avifaunistică — SPA) din Germania întinsă pe o suprafață de 2.684,31 ha, integral pe uscat.

## Localizare
Centrul sitului Vogelschutzgebiet 'Düsterdieker Niederung' este situat la coordonatele 52°22′37″N 7°46′02″E / 52.3769°N 7.7672°E.

## Înființare
Situl Vogelschutzgebiet 'Düsterdieker Niederung' a fost declarat arie de protecție specială avifaunistică în octombrie 2000 pentru a proteja 31 de specii de animale.

## Biodiversitate
Situată în ecoregiunea atlantică, aria protejată nu include niciun habitat protejat.
La baza desemnării sitului se află mai multe specii protejate de  păsări (31): rață lingurar (Anas clypeata), rață mică (Anas crecca crecca), rață cârâitoare (Anas querquedula), fâsă de luncă (Anthus pratensis), ciuf de câmp (Asio flammeus), caprimulg (Caprimulgus europaeus), egretă mare (Casmerodius albus albus), erete vânăt (Circus cyaneus), cristeiul de câmp (Crex crex), ciocănitoare neagră (Dryocopus martius), becațină comună (Gallinago gallinago), Grus grus grus, sfrâncioc roșiatic (Lanius collurio), sfrâncioc mare (Lanius excubitor excubitor), Limosa limosa limosa, ciocârlie de pădure (Lullula arborea), Luscinia svecica cyanecula, becațină mică (Lymnocryptes minimus), Numenius arquata arquata, grangur (Oriolus oriolus), bătăuș (Philomachus pugnax), codroșul de pădure (Phoenicurus phoenicurus), ploier auriu (Pluvialis apricaria), Rallus aquaticus aquaticus, mărăcinar (Saxicola rubetra), mărăcinar negru (Saxicola torquatus), Tachybaptus ruficollis ruficollis, fluierar de mlaștină (Tringa glareola), fluierar cu picioare verzi (Tringa nebularia), fluierarul de zăvoi (Tringa ochropus), nagâț (Vanellus vanellus).